# Lygodium palmatum
Lygodium palmatum är en ormbunkeart som först beskrevs av Johann Jakob Bernhardi, och fick sitt nu gällande namn av Olof Peter Swartz. Lygodium palmatum ingår i släktet Lygodium och familjen Lygodiaceae. Inga underarter finns listade.

## Bildgalleri

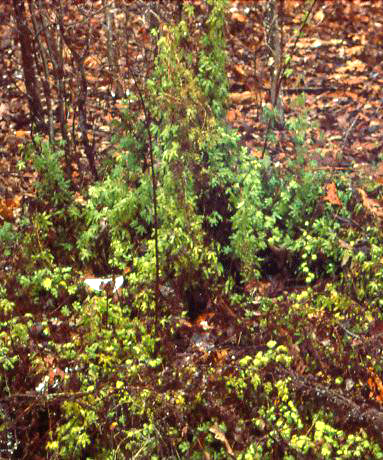